# 폴 굿먼
폴 굿먼(영어: Paul Goodman, 1911년 9월 9일 ~ 1972년 8월 2일)은 1960년대 사회 비평 작품으로 가장 잘 알려진 미국 작가이자 공공 지식인이었다. 굿먼은 예술, 민권, 지방 분권, 민주주의, 교육, 미디어, 정치, 심리학, 기술, 도시 계획 그리고 전쟁을 포함하여, 수많은 문학 장르와 비소설 주제에 걸쳐 다작했다. 인문주의적이고 자칭 문학인으로서, 그의 작품은 종종 더 큰 사회에서의 개별 시민의 의무와 자율성을 행사하고, 창의적으로 행동하고, 자신의 인간 본성을 실현하는 책임이라는 공통된 주제를 다루었다.